# Zhengzhou Nissan Automobile Company

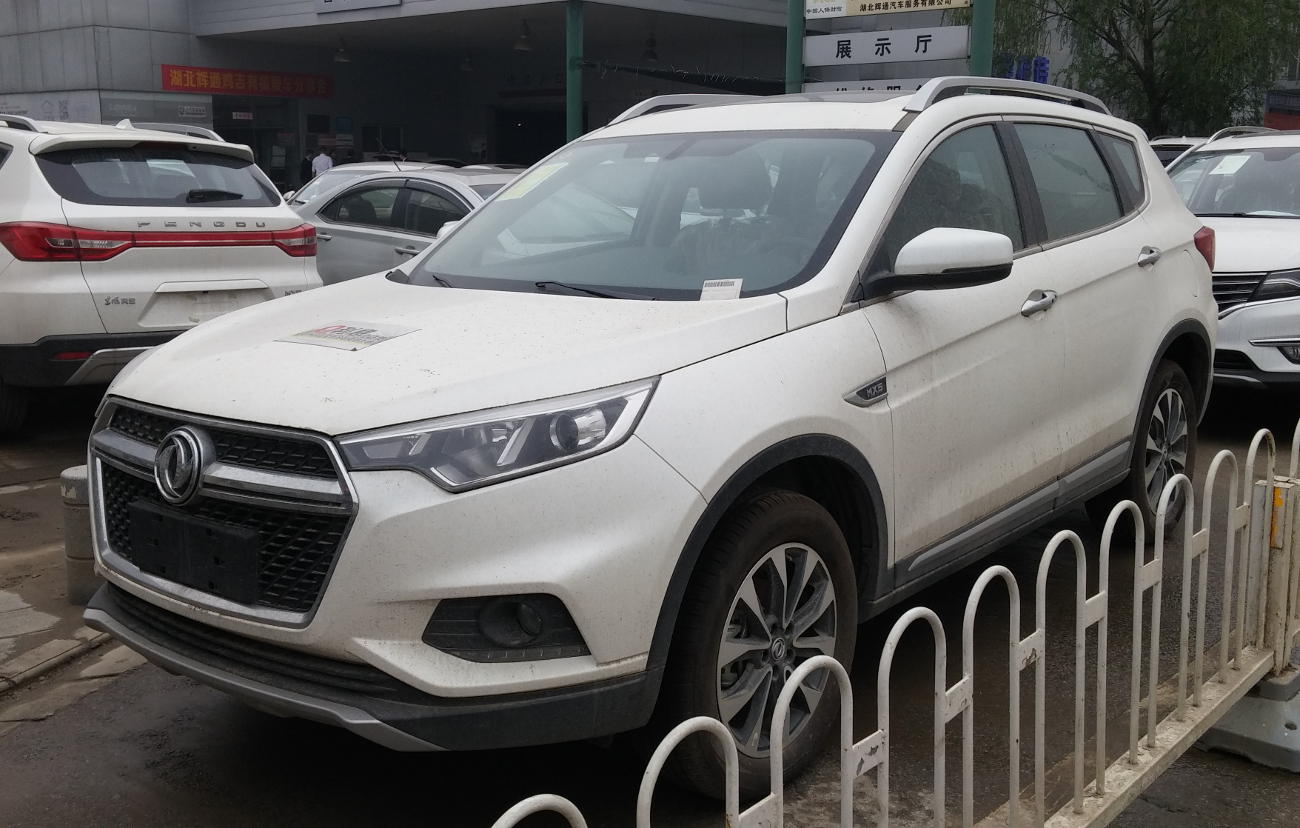
Dongfeng Fengdu MX5

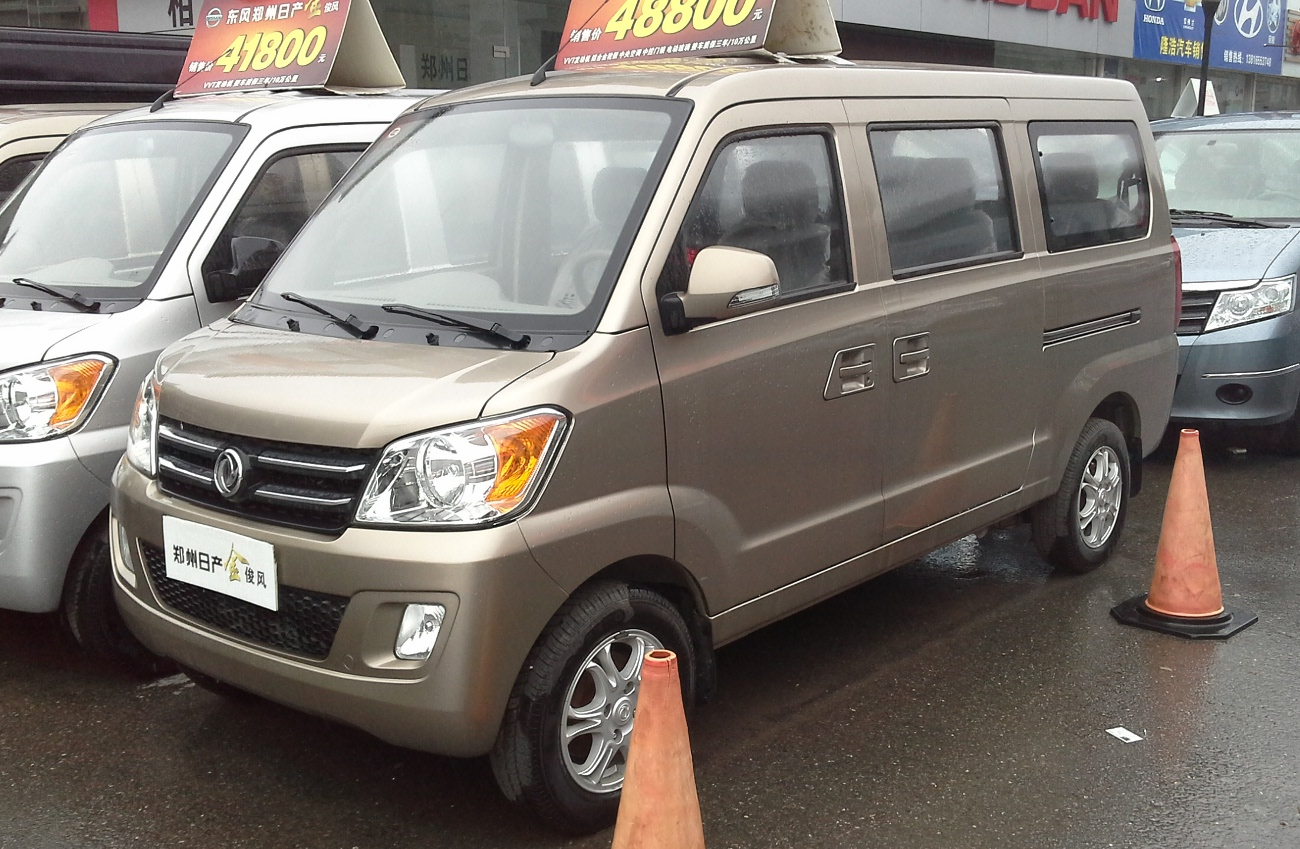
Dongfeng Junfeng

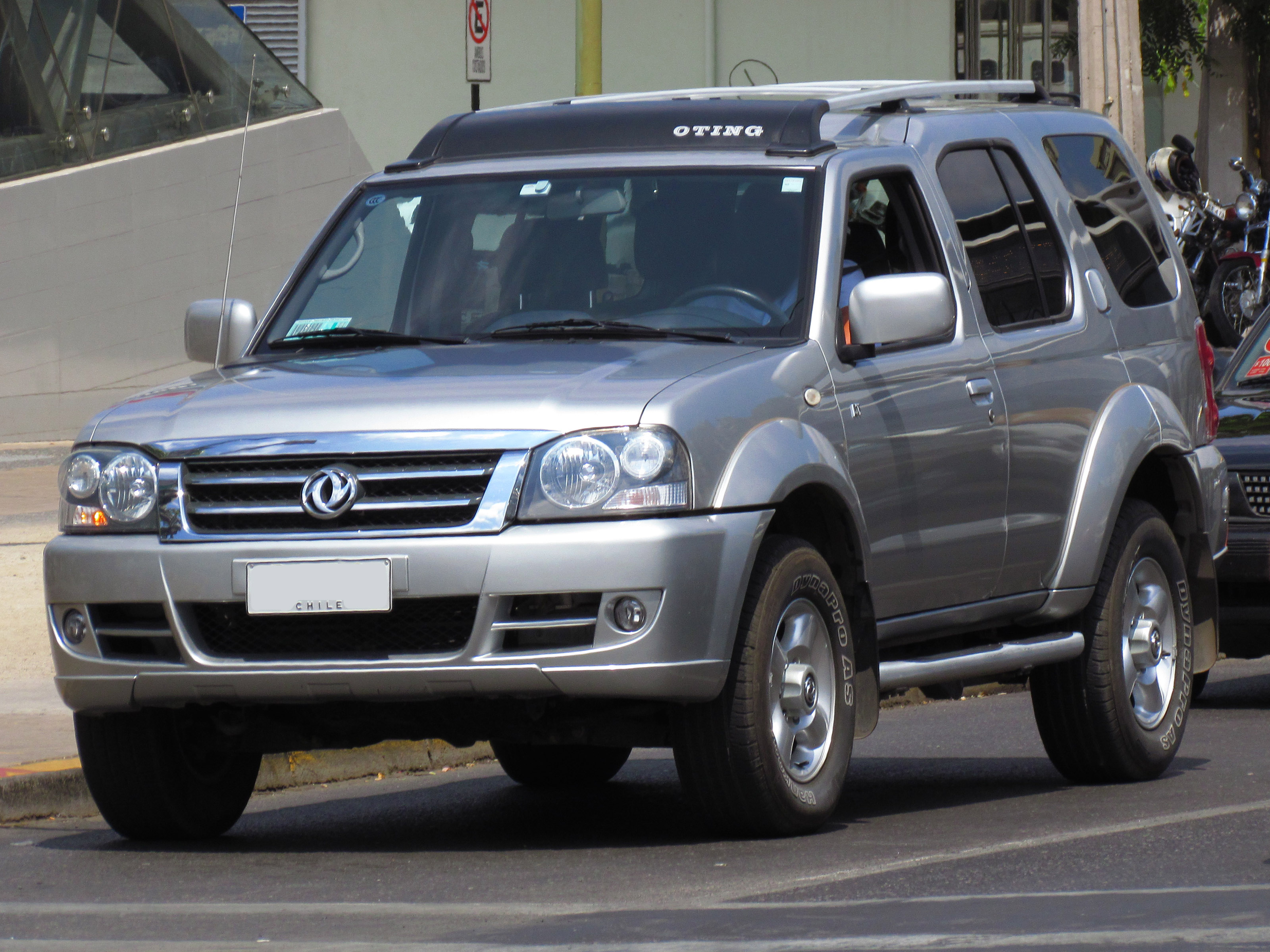
Dongfeng Oting

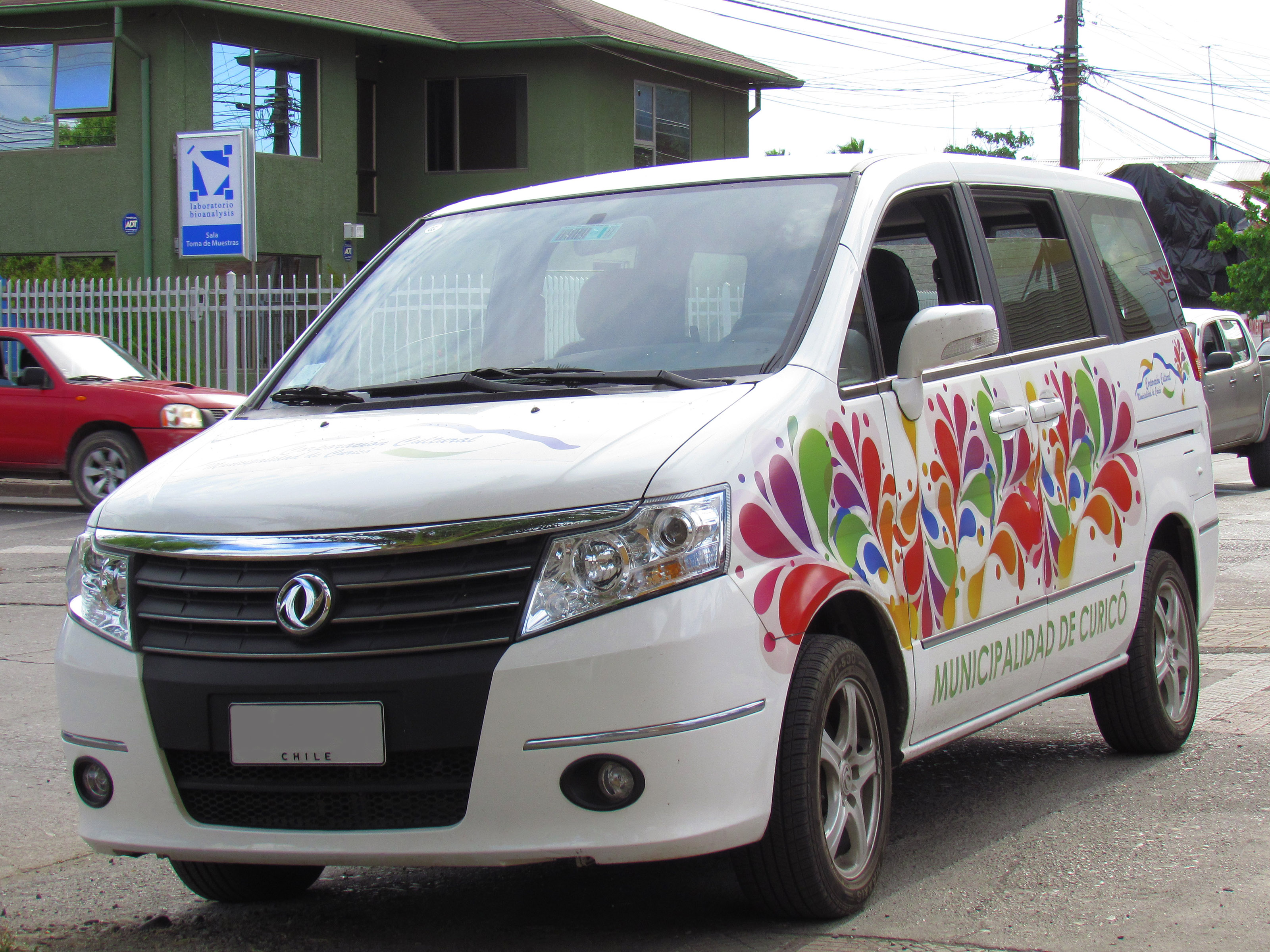
Dongfeng Succe

Zhengzhou Nissan Automobile Co., Ltd. (chinesisch: 郑州日产汽车有限公司) ist ein Joint-Venture zwischen der China International Trust and Investment Company und der japanischen Nissan Automobile Business Corporation.

## Gründung
Gegründet wurde das Unternehmen im März 1993 mit Sitz in Zhengzhou, Henan. Nach zwei Jahren Bauzeit war das Werk  fertiggestellt und bereits einen Monat später auch die erste Produktionsstraße. Jährlich produziert das Unternehmen in China 21.500 Einheiten, davon 1.500 der Marke Dongfeng. Die Produktion begann mit dem Nissan Pick-up D21. Ein Jahr später kamen dann die beiden Vize-Premierminister Li Lanqing und Wu Bangguo zu Besuch und besichtigten das Werk. Nach einer mehrjährigen Phase wurde im Juni 1998 der Pick-up D21 in die Testphasen des staatlichen National Center of Quality and Technology Supervision eingebunden und bestand diese letztlich sogar mit der besten Qualitätsauszeichnung. Im Januar 1999 jedoch wurde der D21 durch die modernere D22-Generation ersetzt. Im März 2003 wurde die zweite Produktionsstraße eingerichtet und der Nissan Paladin aufgelegt. Dieser wurde zwei Monate später auf der zehnten Shanghai Motor Show mit dem The Most Fashion-leading Vehicle Model Prize ausgezeichnet.

## Übernahme
Im Oktober 2004 kaufte Dongfeng Motor Corporation die Aktienmehrheit auf und übernahm so das Werk. Erste etablierte Fahrzeuge waren der Dongfeng Eastwind EQ2050, der eine Kopie des amerikanischen Hummer H1 darstellen soll, und der militärische Raketenabschuss-Lkw Dongfeng 21A TEL, der für Nuklearwaffentransport und -abschuss bestimmt ist. Zum Sommer 2005 erhielt der Nissan Pick-up ein Facelift und ist seither in den zwei Versionen Luxury Edition und Euro III Edition erhältlich. Beim Paladin hingegen blieb es nur bei einer Überarbeitung des Interior. Im Oktober brachte Dongfeng die Vorfacelift unter einen geringfügigen Retusche zurück ins Modellprogramm und prägte diesen von nun an mit dem Namen Dongfeng Rich Pick-up.

## Vertrieb
Seit dem Juli 2006 ist Zhengzhou-Nissan über Vertragshändler in der ganzen Volksrepublik China vertreten. Durch ein Handelsabkommen mit der russischen Sino-Russian Friendship Organization im selben Monat, werden seither einige der Nissan- und Dongfeng-Fahrzeuge auch in Russland, Nordkorea, Südkorea und in Vietnam vertrieben.
Zu Anlass hohen politischen Besuchs wurden im September 2007 die beiden Modelle Dongfeng Yumsun und Dongfeng Oting erstmals der Weltöffentlichkeit präsentiert. Ein schweres Erdbeben im März 2008 veranlasste das Unternehmen viele seiner fertigen Fahrzeuge zu Rettungs- und Hilfsfahrzeuge umzurüsten. Des Weiteren spendete das Werk 1.300.000 ¥ und die dort arbeitenden Arbeitnehmer 280.000 ¥ dem vom Staat eingerichteten Hilfsfonds.
Im September 2008 wurde der Bau des neuen Werkes (das 2. innerhalb Chinas) in der Zhengzhou Economic & Technical Development Zone begonnen, welche im November 2009 schließlich seine Produktion mit dem Nissan Cabstar aufnahm.

## Motorsport
Januar 2004 nahm ein Nissan Paladinan an der Rallye Dakar  teil und errang den 57. Platz. Auch im Jahr darauf nahm das Paladin-Team an der Rallye Dakar teil. Diesmal mit drei Einheiten und schaffte es auf den 19., den 44., und den 56. Platz.
Im Juli 2008 nahm Zhengzhou-Nissan erstmals an der Rallye Trans-Orientale teil. Zwei der teilnehmenden Teams wurden von der Zhongji Company gestellt. Das dritte Team hingegen war direkt von Zhengzhou-Nissan. Zum Einsatz kamen die neuen Dongfeng Oting. Zhou Yong,  erreichte den siebten Platz. Xulang, der angolanische Fahrer des Teams  kam am 17. Juni 2008 bei einem Unfall ums Leben. Der eigentliche Navigator schaffte es nach der mehrstündigen Reparatur dann aber trotzdem noch auf den achtundzwanzigsten Platz.